# Scuderia Sant'Ambroeus
Scuderia Sant'Ambroeus var ett privat italienskt racingstall.

## FISA
Tillsammans med andra privatstall som Scuderia Settecolli och Scuderia Serenissima bildade Scuderia Sant'Ambroeus samarbetsorganet Federazione Italiana Scuderie Automobilistiche (FISA). FISA lånade och drev en Ferrari 156 F1 från Scuderia Ferrari under säsongen 1961 med avsikt att hjälpa fram unga lovande förare. Scuderia Sant'Ambroeus Giancarlo Baghetti tog väl vara på chansen och vann sitt debutlopp i Frankrike 1961.

## F1-säsonger
| Säsong | Tävlingsnamn                | Bil         | Motor          | Poäng | Förare 1           |
| ------ | --------------------------- | ----------- | -------------- | ----- | ------------------ |
| 1961   | FISA/Scuderia Sant'Ambroeus | Ferrari 156 | Ferrari 1.5 V6 | 9     | Giancarlo Baghetti |

### Etta i F1-lopp
1. Frankrike 1961